# SN 2007iv
SN 2007iv – supernowa typu II odkryta 14 września 2007 roku w galaktyce UGC 12917. W momencie odkrycia miała maksymalną jasność 19,60m.